# Shio
shio （シオ、3月24日 -） はグラフィックデザイナー。株式会社コナミアミューズメントの音楽ゲーム『pop'n music』シリーズのキャラクターデザインなどを担当しており、その他のBEMANIシリーズのムービーやクリップなども手がけていた。他に『beatmania』、『beatmania IIDX』シリーズではkaeru名義、『GUITARFREAKS』&『drummania』シリーズではshio忍名義を使用している。2019年にコナミアミューズメントを退職。

## 参加作品

### beatmania
『beatmania』シリーズではすべてkaeru名義で参加している。
- 5thMIX
- complete MIX 2
- ClubMIX

### pop'n music
『pop'n music』シリーズでは作中のキャラクターのデザイン等を担当。

### beatmania IIDX
『beatmania IIDX』シリーズではムービー作成などを手がける。表記は、曲名／バージョン、（）内は使用した別名義。
- murmur twins／8 (kaeru)
- The end of my spiritually／9 (kaeru)
- Votum stellarum／12
- Apocalypse 〜dirge of swans〜／13 (Michael＝Kerorich)
- Op.31 叙情／14 (kaeru)
- oratio／15 (kaeru)

イラスト作成等
- moon_child／9 (kaeru)
- SpaceLand☆TOYBOX／22 (kaeru)
- OOO／24 (shio忍)
- PAPAYAPA BASS／24 (shio忍)
- shuriken／24 (shio忍)
- ナイトシティー・アヴァンチュール／25 (BEMANI Designers)

### GuitarFreaks & DrumMania
『GUITARFREAKS』&『drummania』シリーズではムービー作成などを手がける。表記は、曲名／バージョン、（）内は使用した別名義。
- Homesick Pt.2&3／GF8&DM7
- SA-DA-ME／GF10&DM9 （shio忍）
- Funky Sonic World／GF10&DM9 （shio忍）
- Little Prayer／GFV&DMV （shio忍）
- BLACK OUT／GFV2&DMV2
- 繚乱ヒットチャート／GFV3&DMV3  （志お忍）
- murmur twins (guitar pop ver.)／GFV4&DMV4 (kaeru)
- 凛として咲く花の如く／GFV5&DMV5

### SOUND VOLTEX
『SOUND VOLTEX』シリーズではジャケット作成を手掛ける。
- 3y3s (JMBS FUNKOT RMX)
- BabeL 〜Next Story〜 (with 菌類)
- bass 2 bass (Tracy vs. Astronomical Remix)
- Black Emperor
- BLACK or WHITE?
- Booths of Fighters
- caramel ribbon (INFINITE, with MoToKo)
- gigadelic(m3rkAb4# R3m!x)
- FIRE FIREは電気スウィングの夢を見るか？
- Frantic Wolf
- Harpuia
- Habibe (Antuh muhleke)
- HYENA (with aonisai)
- Last Battalion
- LittleGameStar
- macaron
- Mind Mapping(ag Remix)
- Monkey Business (lapix Remix)
- neu
- odds and ends
- Pure Evil -Aya2g Drm'n Tech Rmx-
- Quaint Echo (with SOUND VOLTEX Designers)
- Second Heaven GravityPfArrange
- Sephirot
- Start a New Day
- SUPER HERO
- The Sampling Paradise (N-Driver Style)
- The world of sound (INFINITE, with square_head)
- Time to Air -Fly High Remix-
- Voynich:Manuscript
- uən
- Unlimited Field
- Wish upon Twin Stars
- 超爽快☆パッショネイト・フィーバー
- 不思議玩具ガンガラディンドン
- カレクレンマ
- 黒髪乱れし修羅となりて
- 狂騒こども節
- 冥 Rockin' SWING REMIX (INFINITE, with NAGI)
- 流れ星と君の歌
- 御千手メディテーション
- 凛として咲く花の如く スプーキィテルミィンミックス (INFINITE)
- 鳥と桜と嘴と
- 憂恋☆アクティベーション
- ワヴル魔法図書館
- やばいつよくてあたまいいあたいのうた

### MUSÉCA
『MUSÉCA』シリーズではGRAFICA作成を手掛ける
- 博麗霊夢&霧雨魔理沙

### その他
イラストを描き下ろししたBEMANIシリーズに関連したアイテム。
- CD
  - pop'n music Artist Collection パーキッツ （パーキッツ）
  - pop'n music Artist Collection 新谷さなえ （新谷さなえ）
  - ぱきポプ全部入り！ PARQUETS pop'n music best （パーキッツ）
  - Sana-molle Collection (Sana)
  - ポップンミュージック リクエストベスト！
  - アルバム『音楽』(wac)
- グッズ
  - ポップンミュージック缶バッジコレクション
  - ポップンB2サイズポスター（月刊アルカディア2003年6月号、2008年7月号・付録）
  - BEMANI fansite 5周年記念グッズ (らびーとマスコット、缶バッジセット、リバーシブルトートバッグ、手帳型スマホケース)